# Karşıyaka (volley-ball féminin)
Pour la ville, voir Karşıyaka.
Karşıyaka est un club turc de volley-ball fondé en 1912 et basé à İzmir, évoluant pour la saison 2017-2018 en Türkiye 1.Ligi. Cet article ne traite que de la section volley-ball féminin.

## Historique
Karşıyaka Spor Kulübü est créée en 1912.

## Effectifs

### Saison 2012-2013
Entraîneur : İsmail Yengil  Turquie